# Megaloproctus townesi
Megaloproctus townesi är en stekelart som beskrevs av Marsh 1983. Megaloproctus townesi ingår i släktet Megaloproctus och familjen bracksteklar. Inga underarter finns listade i Catalogue of Life.